# Glycaspis pilata
Glycaspis pilata är en insektsart som beskrevs av Moore 1961. Glycaspis pilata ingår i släktet Glycaspis och familjen rundbladloppor. Inga underarter finns listade i Catalogue of Life.